# Ночной ужас
Ночно́й у́жас, или ночно́й стра́х (лат. pavor nocturnus), — довольно редко встречающееся расстройство сна парасомнического спектра, характеризующееся ночными эпизодами крайнего ужаса или паники, сочетающимися с высоким уровнем вегетативной активности, подвижностью и интенсивными вокализациями (например, в форме простых вскрикиваний). Состояние тесно связано со снохождением: в их развитии играет роль сочетание психологических, органических, онтогенетических и генетических факторов, им свойственны общие патофизиологические и клинические характеристики.

## Описание
Ночные ужасы характеризуются моментальным пробуждением из фазы глубокого сна, предвещаемым резкими телодвижениями и частыми вскрикиваниями. Увеличивается частота сердечных сокращений, потоотделение, человека трясёт, в некоторых случаях даже подташнивает. Затем он резко встаёт с кровати с широко открытыми глазами, но не видит ничего и никого вокруг себя (зрачки расширены и на световой стимул не отвечают). Поговорить с ним в этот момент бывает трудно, так как несмотря на полную функциональность мозга, человек находится в состоянии шока и может получить травму или же сам нанести её окружающим. Эпизоды могут длиться от одной до нескольких минут, при которых человек может даже встать и сделать несколько шагов. Через некоторое время он снова засыпает и, как правило, на следующее утро ничего не помнит.
Ночные ужасы случаются у людей, страдающих от парасомнии, в пределах одного-четырёх часов после засыпания, во время, когда глубокая фаза сна доминирует и сновидений почти нет. Именно это положение отличает ночные ужасы от кошмаров, которые затрагивают всех и обычно оставляют неприятное ощущение после пробуждения (в таких случаях люди, как правило, говорят, что им приснился «дурной сон»). Не стоит также путать ночной ужас с сонным параличом — состоянием, случающимся в БДГ-фазе. Патология сонного паралича скорее связана с нарколептическим заболеванием, чем с парасомнией (которой также присущ сомнамбулизм).

## Симптомы и лечение

### У детей
Ночные ужасы чаще всего бывают у дошкольников и младших школьников. Ночные страхи у детей не являются признаками глубоких психологических проблем, но беспокоят чаще в периоды жизни, насыщенные бурными переживаниями. Изредка возникающие ночные ужасы являются нормой, однако если в течение недели или около того ночные ужасы происходят почти каждую ночь, то следует обратиться к педиатру. Нельзя кричать на ребёнка, пытаться его разбудить, трясти, брать на руки, умывать. Это ещё больше напугает. Можно разбудить его тихонько, положив ему руку на плечо. Предметы и люди в комнате могут казаться ребёнку устрашающими. Нужно мягкими движениями уложить ребёнка обратно спать. Можно ласковым тихим голосом петь колыбельную песню, заводить негромкую музыку и нежно гладить ребёнка по голове. При необходимости ребёнка можно переодеть и поправить постель. Можно напоить его тёплой водой. Не нужно расспрашивать ребёнка, что ему приснилось, ведь утром он ничего не вспомнит.

### У взрослых
Ночные ужасы у взрослых встречаются реже, чем у детей. Во многих случаях они указывают на возбуждение, тревогу, агрессию. Симптомы точно такие же, как и у детей.
Желательно избегать ситуаций, которые спровоцируют возбуждение, тревогу и агрессию.